# 梅渓昇
梅渓 昇（梅溪 昇）（うめたに のぼる、1921年1月21日 - 2016年2月18日）は、日本の歴史学者。大阪大学名誉教授。専門は日本近代史・軍事史。文学博士（大阪大学・1962年）。

## 略歴
- 1921年 兵庫県に生まれる
- 1943年 京都帝国大学文学部国史学科卒業
- 1966年 大阪大学文学部教授
- 1984年 大阪大学退官、同名誉教授、佛教大学教授
- 1995年 佛教大学退任

## 受賞歴
- 平成7年（1995年） 勲二等瑞宝章
- 平成8年度（1996年） 大阪文化賞（分野：日本史）
- 平成28年2月18日 叙正四位[2]

## 著書
- 『明治前期政治史の研究 明治軍隊の成立と明治国家の完成』（未来社、1963年、増補版1978年）
- 『お雇い外国人 明治日本の脇役たち』（日本経済新聞社、1965年／講談社学術文庫、2007年）
- 『お雇い外国人 1 概説』（鹿島研究所出版会、1968年）
- 『お雇い外国人 11 政治・法制』（鹿島研究所出版会、1971年）
- 『緒方洪庵と適塾生 「日間瑣事備忘」にみえる』（思文閣出版、1984年）
- 『日本近代化の諸相』（思文閣出版、1984年）
- 『大坂学問史の周辺』（思文閣出版、1991年）
- 『洪庵・適塾の研究』（思文閣出版、1993年）
- 『緒方洪庵と適塾』（大阪大学出版会、1996年）
- 『たいまつの火 近代史研究から照らし出されるもの』（なにわ塾叢書：ブレーンセンター、1998年）、講演録
- 『軍人勅諭成立史 天皇制国家観の成立 上』（青史出版、2000年、増訂2008年）
- 『教育勅語成立史 天皇制国家観の成立 下』（青史出版、2000年）
- 『高杉晋作』（吉川弘文館「人物叢書」、2002年）ISBN　	9784642052252
- 『続 洪庵・適塾の研究』（思文閣出版、2008年）
- 『アメリカところどころ』（青史出版、2008年）
- 『お雇い外国人の研究』上・下巻（青史出版、2010年）
- 『法然上人遺跡 如来院の来歴と史料』（思文閣出版、2011年）
- 『緒方洪庵』（吉川弘文館「人物叢書」、2016年）オンデマンド版　2024年、ISBN　9784642752770

### 編著・訳書ほか
- （脇坂俊夫）共編『西脇あれこれ その歴史と民俗を語る』（西脇市、1980年）
- アーダス・バークス編『近代化の推進者たち 留学生・お雇い外国人と明治』（思文閣出版、1990年）
- 『大阪府の教育史』（思文閣出版、1998年）
- （芝哲夫）共著『よみがえる適塾 適塾記念会50年のあゆみ』（大阪大学出版会、2002年）

### 刊行史料
- （脇田修）『平野含翠堂史料』（清文堂出版、1973年）
- 『明治期外国人叙勲史料集成』全5巻・別巻1（思文閣出版、1991年）
- （緒方富雄・適塾記念会）『緒方洪庵のてがみ』その3-その5（菜根出版、1994年-1997年）
- 『緒方洪庵傳史料』全3輯（梅渓昇、2006年）
- 『楳溪常巌自歴譜』（梅渓昇、2006年）編集
- 『楳溪常巌日記 昭和十六年～昭和二十三年』（梅渓昇、2007年）